# 私兵
私兵（しへい、英: Private army ないし 英: Private military、独: Privatarmee、葡: Exército privado）とは、その忠誠の対象を国民・民族や国家・政府に対してでなく、私人・民間人・特定の政党及び私的な集団・組織・団体・企業に対して向ける、武器で武装した戦闘員、或いは、そのような戦闘員から成る軍事組織のこと。
形式的に国軍・正規軍・常備軍・準軍事組織その他の公式・合法な軍隊であったとしても、その実質的な忠誠の対象が上述の定義に当てはまれば、「私兵」と見做され得る。

## 歴史
中央政府が弱い場合に土地所有者が争いの際に自らと財産を守るために家来を武装させることで、私設軍隊が結成されることがある。このような私設軍隊は、例えばローマ帝国において、中央政府が崩壊した後に存在した。このような状況での力関係の変遷は、現代のコロンビアでも目にすることができる。麻薬カルテルに所属し、彼らの犯罪行為を保護するために存在する部隊がいる一方で、誘拐や恐喝に対抗するために編成された地主の部隊、すなわちコロンビア自衛軍連合のような私兵部隊もいる。
多くの場所で、このような私兵団は封建的な構造に発展し、義務や忠誠を公式化して親衛隊や近衛兵といった様相を帯びるようになり、場合によっては名目上の宗主国から権力を奪ったり、新しい主権国家を創設したりできるほどの力を得た。
私設軍隊は、実際に行われる迫害や認識される迫害から身を守るために、また自分たちの信条を推進するために、宗教を同じくする人々が団結して形成されることもある。例えば、フス戦争におけるフス派、モルモン教のNauvoo Legion、イラクのマフディー軍など。このような民兵組織は、その性質上、カリスマ的指導者によって結成されたり、その影響下に置かれたりして、個人的な野心の道具になり得る可能性もある。

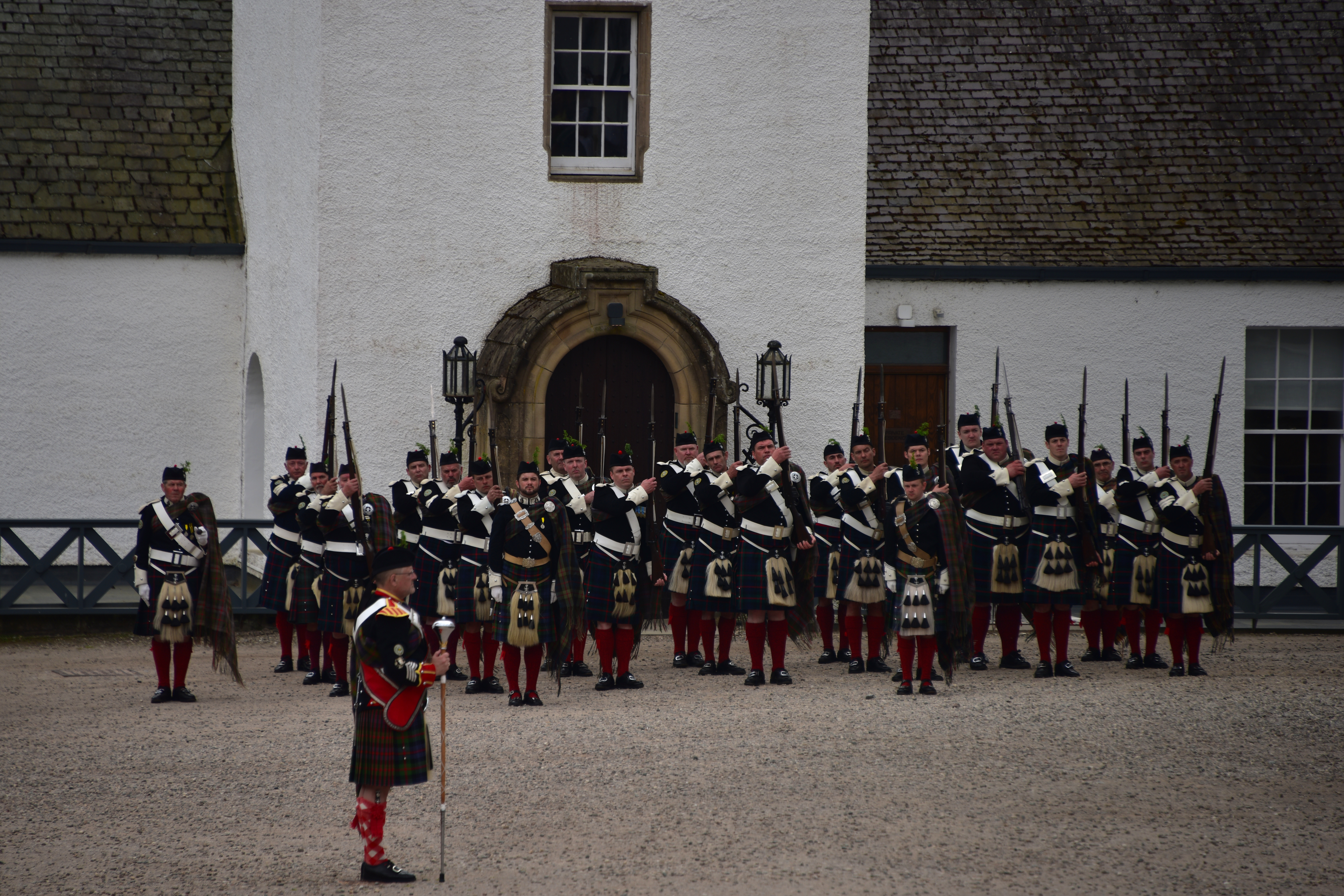
2017年に伝統的な兵装でパレードを行なうアトール・ハイランダーズ。イギリス軍からは独立した存在であり、2021年現在もリー・メトフォード小銃を装備している。

スコットランドのアソル公爵に従属するアトール・ハイランダーズは、2021年現在、ヨーロッパに存在する唯一の合法的な私兵である。

## 具体例の一覧
| - 政党の軍事部門や軍事的な政治勢力（第二次世界大戦まで） - 赤シャツ隊 / 千人隊（ガリバルディ / イタリア統一運動） - シル猟兵団（ヴァイマル共和政ドイツ） - リュッツォウ義勇部隊（ヴァイマル共和政ドイツ） - エアハルト海兵旅団 / コンスル（ヴァイマル共和政ドイツ） - 鉄兜団、前線兵士同盟（ヴァイマル共和政ドイツ） - 赤色戦線戦士同盟（ヴァイマル共和政ドイツ / ドイツ共産党） - 国旗団（ヴァイマル共和政ドイツ） - 突撃隊（ナチス） - 黒シャツ隊（ファシスト党） - 藍衣社（中国国民党） | - 中華民国の初期・軍閥時代の地方軍閥 - 奉天派 / 山西派 / 新広西派など - 政党の軍事部門や軍事的な政治勢力（第二次世界大戦後・現代） - 中国人民解放軍…中華人民共和国の憲法上、国軍との立場も有しているものの、（中国）国家中央軍事委員会と中国共産党中央軍事委員会との構成員は同一であり事実上中国共産党の指揮下にある。 - カターイブ規制軍（ファランヘ党 (レバノン)） - 新人民軍（フィリピン共産党 (CPP)） - イラク人民軍（バアス党） - モジャーヘディーネ・ハルグ国民解放軍（NLA） - 灰色の狼 - 政権指導者個人に忠誠を向けたもの - 武装親衛隊（アドルフ・ヒトラー / ナチス） - 共和国防衛隊 / 特別共和国防衛隊（サッダーム・フセイン） - カディロフツィ (ラムザン・カディロフ) - 国軍の一部の部隊が私兵・軍閥化したもの - 民主レバノン軍（南レバノン軍の前身） - レバノン・アラブ軍 - イスラム教徒や左翼の脱走将兵が結成。 - イスラム民族運動 - アフガニスタン民主共和国陸軍第53歩兵師団が源流。 |